# نپتونیسم

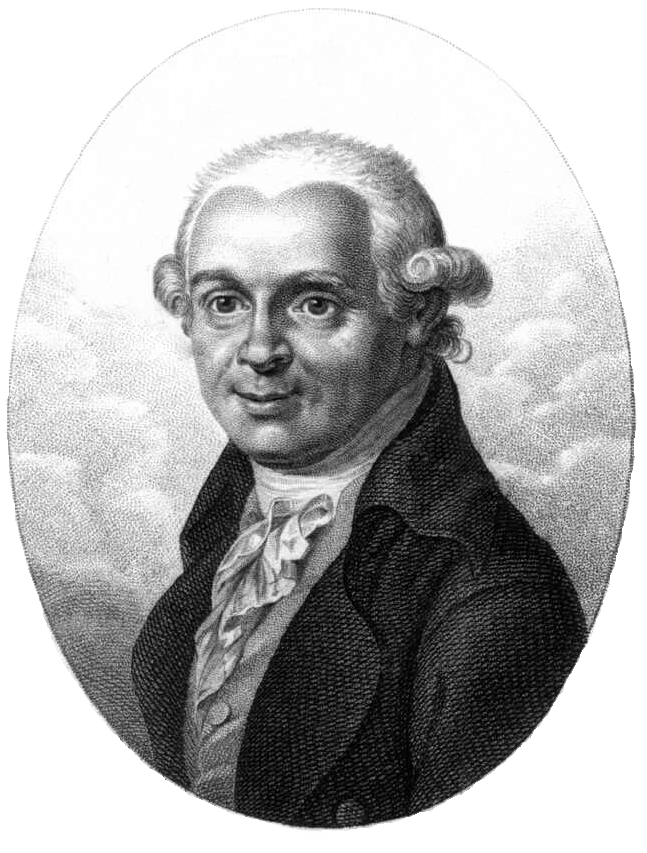
آبراهام گوتلوب ورنر (۱۷۴۹–۱۸۱۷)، پایه‌گذار نپتونیسم

نپتونیسم (به انگلیسی: Neptunism) از نظریه‌های علمی جایگزین‌شده رشته زمین‌شناسی است که توسط
آبراهام گوتلوب ورنر در قرن هیجدهم پایه‌گذاری شد، که پیشنهاد می‌کرد سنگها در اثر کریستالیزاسیون مواد معدنی در اقیانوس‌های اولیه زمین تشکیل شده‌اند.
این نظریه نام خود را از نپتون خدای دریا در روم باستان گرفته‌است. بحث قابل توجهی در بین طرفداران این نظریه (نپتونیست‌ها) و کسانی که به یک نظریه رقیب معروف به پلوتونیسم که به منشأ آتشفشانی نقش مهمی قائل بود، وجود داشت. در اوایل قرن نوزدهم شکل اصلاح شدهٔ نظریه پلوتونیسم به عنوان اصل همدیس‌گرایی که نشان داده بود با حقایق زمین‌شناسی همانطور که بیشتر شناخته می‌شوند، بهتر تطابق دارد، جایگزین نپتونیسم شد.
زمین‌شناسی مدرن بسیاری از اشکال مختلف شکل‌گیری سنگ‌ها را تأیید می‌کند، و شکل‌گیری سنگ‌های رسوبی را از طریق مرحله‌ای خیلی شبیه به آنچه که از طریق نپتونیسم توصیف می‌شد، شرح می‌دهد.